# 베르나데트 시라크
베르나데트 테레즈 마리 시라크(프랑스어: Bernadette Thérèse Marie Chirac, 1933년 5월 18일 ~ )은 프랑스의 정치인이자 대통령 자크 시라크의 아내이다.